# Trångfors
För stadsdelen i Hallstahammar, se Trångfors, Hallstahammar.
Trångfors är en stadsdel i Boden och sedan 2015 också en tätort som även inkluderar det intilliggande bostadsområdet Heden. Det är ett villaområde beläget 4 km väster om Bodens centrum.

## Uppkomst
Trångfors uppstod som ett villaområde; tidigare hemvist åt en cementfabrik, bensinstationen BP med tillhörande kiosk samt två livsmedelsaffärer, varav en på Kanalvägen och en på Krokforsvägen. Den senare har sedan varit MC-firma, pizzeria, sedermera café.
Namnet kommer från Trångforsen som fram till 1960-talet, före vattenregleringens tid, fanns i den närbelägna Luleälven.
I sitt nuvarande utseende delas området upp i en nyare och äldre del, tvärskuren av en längsgående väg. Den äldre delen har anor sedan 1950- och 1960-talet, medan den nya började att byggas i slutet av 1970-talet, men i större skala under 1980- och 1990-talet.
I Trångfors kan man se rester av den ofullbordade Engelska kanalen. Kanalen började byggas på 1860-talet av ett brittiskt företag som avsåg att frakta järnmalm på Luleälven från Gällivare till Luleå utan hinder av älvens forsar. Bygget blev aldrig färdigt på grund av penningbrist och företagets konkurs.

## Sport
Trångfors har även sitt eget fotbollslag Trångfors IF, en damfotbollsklubb med två damlag spelandes i division 2 och 3 samt ett antal flicklag.

## Tätorten
SCB avgränsade en tätort inom området fram till 1990, då den växte samman med Bodens tätort. 2015 ändrades SCB's metoder för att ta fram tätortsstatistik, varvid Trångfors tillsammans med Heden kom att utgöra en egen tätort igen.

### Befolkningsutveckling
| Befolkningsutvecklingen i Trångforsen och Heden/Trångfors 1960–2020                                    | Befolkningsutvecklingen i Trångforsen och Heden/Trångfors 1960–2020 | Befolkningsutvecklingen i Trångforsen och Heden/Trångfors 1960–2020 | Befolkningsutvecklingen i Trångforsen och Heden/Trångfors 1960–2020 | Befolkningsutvecklingen i Trångforsen och Heden/Trångfors 1960–2020 |
| --- | ------------------------------------------------------------------- | ------------------------------------------------------------------- | ------------------------------------------------------------------- | ------------------------------------------------------------------- |
| |                                                                     |                                                                     |                                                                     |                                                                     |
| År |                                                                     |                                                                     | Folkmängd                                                           | Areal (ha)                                                          |
| 1960                                                                                                   | 1960                                                                |                                                                     | 433                                                                 |                                                                     |
| 1965                                                                                                   | 1965                                                                |                                                                     | 599                                                                 |                                                                     |
| 1970                                                                                                   | 1970                                                                |                                                                     | 665                                                                 |                                                                     |
| 1975                                                                                                   | 1975                                                                |                                                                     | 607                                                                 |                                                                     |
| 1980                                                                                                   | 1980                                                                |                                                                     | 602                                                                 |                                                                     |
| 2015                                                                                                   | 2015                                                                |                                                                     | 1 860                                                               | 279                                                                 |
| 2020                                                                                                   | 2020                                                                |                                                                     | 1 839                                                               | 274                                                                 |
| Anm.: Namnbyte 1980 (hette tidigare Trångfors) Sammanväxt med Boden från 1990. Utbruten ur Boden 2015. |                                                                     |                                                                     |                                                                     |                                                                     |